# Wigginton (Oxfordshire)
Wigginton is een civil parish in het bestuurlijke gebied Cherwell, in het Engelse graafschap Oxfordshire met 194 inwoners.